# Comberjon
Comberjon est une commune française située dans le département de la Haute-Saône, la région culturelle et historique de Franche-Comté et la région administrative Bourgogne-Franche-Comté.
La commune appartient à la communauté d'agglomération de Vesoul.

## Géographie
Le territoire communal s'étend sur 3,57 km2, avec une altitude minimale de 222 mètres et une altitude maximale de 383 mètres.

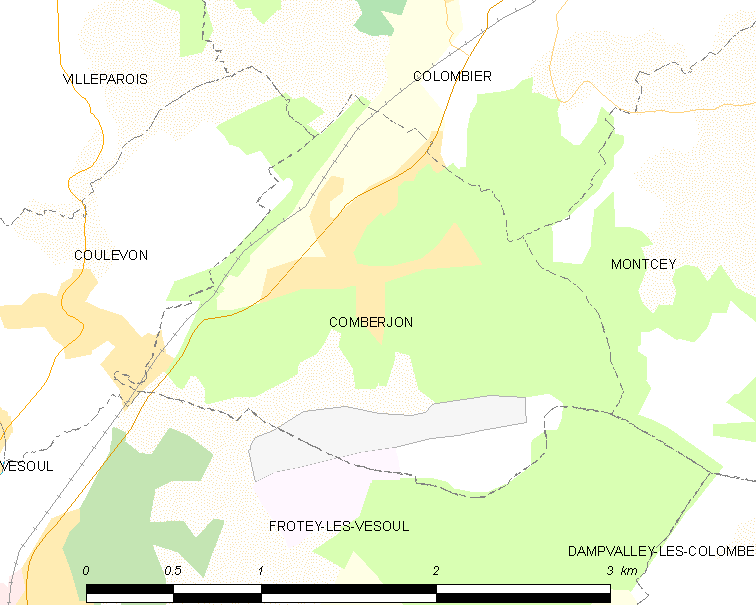
Situation de Comberjon.

### Transports
La gare SNCF de Vesoul est la plus proche de Comberjon. Le terrain aménagé pour les avions le plus proche est l'aérodrome de Vesoul - Frotey qui se trouve en fait en grande partie sur le territoire de la commune de Comberjon.
L'agglomération de Vesoul est desservie par son réseau de transports en commun VBus+.

### Climat
Pour des articles plus généraux, voir Climat de la Bourgogne-Franche-Comté et Climat de la Haute-Saône.
En 2010, le climat de la commune est de type climat des marges montargnardes, selon une étude du Centre national de la recherche scientifique s'appuyant sur une série de données couvrant la période 1971-2000. En 2020, Météo-France publie une typologie des climats de la France métropolitaine dans laquelle la commune est exposée à un climat semi-continental et est dans la région climatique Lorraine, plateau de Langres, Morvan, caractérisée par un hiver rude (1,5 °C), des vents modérés et des brouillards fréquents en automne et hiver.
Pour la période 1971-2000, la température annuelle moyenne est de 9,9 °C, avec une amplitude thermique annuelle de 17 °C. Le cumul annuel moyen de précipitations est de 1 174 mm, avec 13,5 jours de précipitations en janvier et 10,1 jours en juillet. Pour la période 1991-2020, la température moyenne annuelle observée sur la station météorologique de Météo-France la plus proche, « Frotey_sapc », sur la commune de Frotey-lès-Vesoul à 3 km à vol d'oiseau, est de 11,2 °C et le cumul annuel moyen de précipitations est de 914,2 mm. 
La température maximale relevée sur cette station est de 38,5 °C, atteinte le 25 juillet 2019 ; la température minimale est de −14,9 °C, atteinte le 20 décembre 2009,,.
Les paramètres climatiques de la commune ont été estimés pour le milieu du siècle (2041-2070) selon différents scénarios d'émission de gaz à effet de serre à partir des nouvelles projections climatiques de référence DRIAS-2020. Ils sont consultables sur un site dédié publié par Météo-France en novembre 2022.

## Urbanisme

### Typologie
Au 1er janvier 2024, Comberjon est catégorisée commune rurale à habitat dispersé, selon la nouvelle grille communale de densité à sept niveaux définie par l'Insee en 2022.
Elle est située hors unité urbaine. Par ailleurs la commune fait partie de l'aire d'attraction de Vesoul, dont elle est une commune de la couronne,. Cette aire, qui regroupe 158 communes, est catégorisée dans les aires de 50 000 à moins de 200 000 habitants,.

### Occupation des sols
L'occupation des sols de la commune, telle qu'elle ressort de la base de données européenne d’occupation biophysique des sols Corine Land Cover (CLC), est marquée par l'importance des forêts et milieux semi-naturels (61,9 % en 2018), en augmentation par rapport à 1990 (54,7 %). La répartition détaillée en 2018 est la suivante : 
forêts (61,9 %), prairies (11,1 %), zones urbanisées (9,5 %), zones agricoles hétérogènes (9 %), zones industrielles ou commerciales et réseaux de communication (7,5 %), espaces verts artificialisés, non agricoles (1 %). L'évolution de l’occupation des sols de la commune et de ses infrastructures peut être observée sur les différentes représentations cartographiques du territoire : la carte de Cassini (XVIIIe siècle), la carte d'état-major (1820-1866) et les cartes ou photos aériennes de l'IGN pour la période actuelle (1950 à aujourd'hui).

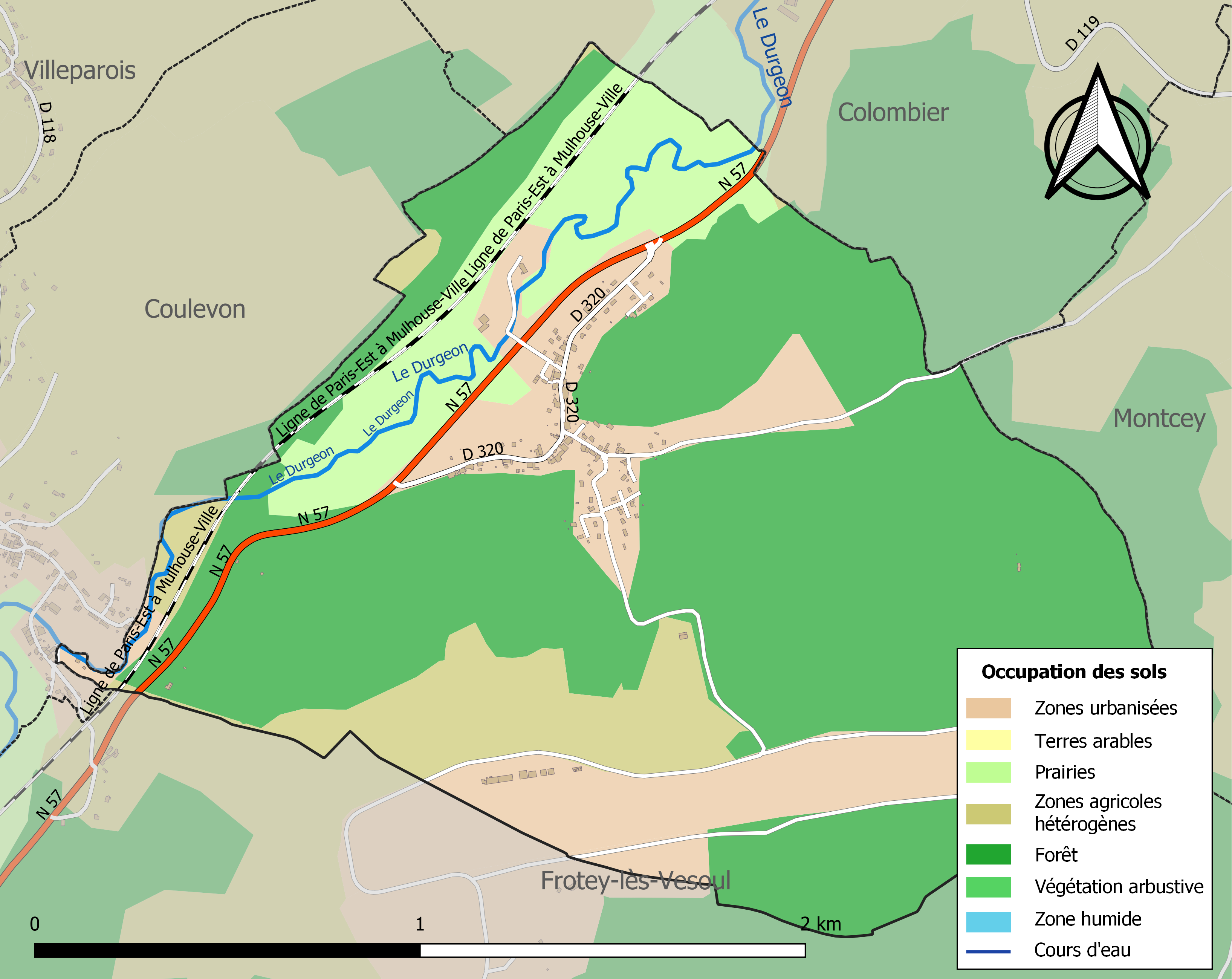
Carte des infrastructures et de l'occupation des sols de la commune en 2018 (CLC).

### Morphologie urbaine
Comberjon est situé dans l'aire urbaine de Vesoul, qui totalise en 2008, 59 288 habitants.

### Logement
Le nombre de logements dans la commune était de 75, en 2009, dont 71 résidences principales soit 94,6 % de l'ensemble des logements, deux résidences secondaires et logements occasionnels, soit 2,7 % et deux logements vacants, soit 2,7 %. On dénombre 44 résidences principales qui détiennent 5 pièces ou plus.
La commune comptait 75 maisons et 0 appartement en 2009, alors qu'elle possédait 69 maisons et 0 appartement, en 1999.

## Histoire
La commune, instituée lors de la Révolution française a temporairement été intégrée de 1808 à 1842 dans celle de Colombier, avant de retrouver son autonomie.

## Politique et administration

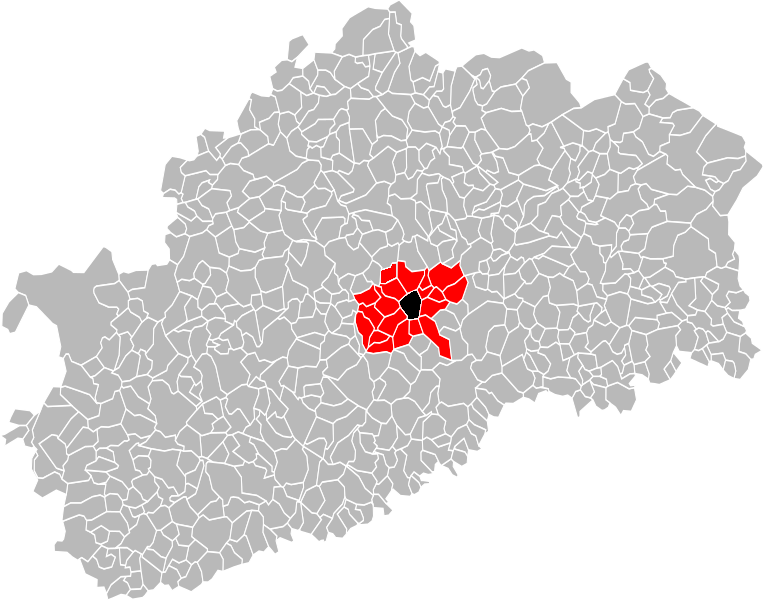
Carte départementale montrant en rouge les communes de la communauté d'agglomération de Vesoul.

### Rattachements administratifs et électoraux
La commune fait partie de l'arrondissement de Vesoul du département de Saône-et-Loire, en région Bourgogne-Franche-Comté. Pour l'élection des députés, elle dépend de la première circonscription de la Haute-Saône.
Elle faisait partie depuis 1801 du canton de Vesoul. Celui-ci est scindé en 1973 et la commune intègre le canton de Vesoul-Est. Dans le cadre du redécoupage cantonal de 2014 en France, la commune fait désormais partie du canton de Vesoul-2.

### Intercommunalité
La commune fait partie depuis 2003 de la communauté de communes de l'agglomération de Vesoul, devenue en 2012 la communauté d'agglomération de Vesoul, appartenant elle-même au pays de Vesoul et du Val de Saône.

### Conseil municipal
Conformément aux dispositions relatives à la population de la commune, le conseil municipal est composé de 11 membres.

### Liste des maires
| Période                                  | Période                    | Identité           | Étiquette | Qualité |
| ---------------------------------------- | -------------------------- | ------------------ | --------- | ------- |
| Les données manquantes sont à compléter. |                            |                    |           |         |
| mars 2001                                | octobre 2004               | Dominique Hacquard |           |         |
| décembre 2004                            | 2014                       | Andrée Roussel     |           |         |
| mars 2014                                | En cours (au 7 avril 2014) | Jacques Brouillard |           |         |

## Population et société

### Démographie
L'évolution du nombre d'habitants est connue à travers les recensements de la population effectués dans la commune depuis 1793. Pour les communes de moins de 10 000 habitants, une enquête de recensement portant sur toute la population est réalisée tous les cinq ans, les populations de référence des années intermédiaires étant quant à elles estimées par interpolation ou extrapolation. Pour la commune, le premier recensement exhaustif entrant dans le cadre du nouveau dispositif a été réalisé en 2007.

En 2022, la commune comptait 144 habitants, en évolution de −13,77 % par rapport à 2016 (Haute-Saône : −1,4 %, France hors Mayotte : +2,11 %).
| 1793 | 1800 | 1806 | 1831 | 1846 | 1851 | 1856 | 1861 | 1866 |
| ---- | ---- | ---- | ---- | ---- | ---- | ---- | ---- | ---- |
| 180  | 181  | 220  | 230  | 248  | 270  | 227  | 242  | 228  |

| 1872 | 1876 | 1881 | 1886 | 1891 | 1896 | 1901 | 1906 | 1911 |
| ---- | ---- | ---- | ---- | ---- | ---- | ---- | ---- | ---- |
| 228  | 201  | 170  | 171  | 181  | 186  | 152  | 133  | 141  |

| 1921 | 1926 | 1931 | 1936 | 1946 | 1954 | 1962 | 1968 | 1975 |
| ---- | ---- | ---- | ---- | ---- | ---- | ---- | ---- | ---- |
| 128  | 136  | 144  | 124  | 128  | 149  | 134  | 138  | 150  |

| 1982 | 1990 | 1999 | 2006 | 2007 | 2012 | 2017 | 2022 | - |
| ---- | ---- | ---- | ---- | ---- | ---- | ---- | ---- | - |
| 165  | 175  | 190  | 178  | 176  | 178  | 161  | 144  | - |

### Santé
L'hôpital le plus proche de Comberjon est le CHI de Vesoul.

### Cultes
.
La commune de Comberjon n'a pas d'église.

## Culture locale et patrimoine

### Lieux et monuments
Début 2017, la commune est « réputée sans clochers ».

### Héraldique
| Blason de Comberjon | Blason  | D'or à la cotice ondée en barre d'azur, au pont droit isolé à trois arches du lieu d'argent brochant en fasce, la cotice accompagnée en chef d'un tilleul de sinople, le fût brochant sur l'arche dextre du pont, et en pointe d’une salamandre terrestre [Salamandra salamandra] de sable, tachetée d'or, vue de dos et posée en barre, la tête en bande, environnée de flammes de gueules. |
| Blason de Comberjon | Détails | Le statut officiel du blason reste à déterminer. |
| Blason de Comberjon | Alias   | Écartelé d’argent et d’azur, à une croisette ancrée de sinople brochant en chef sur les 1er et 2d quartiers. |